# Bowmans Addition
Bowmans Addition es un lugar designado por el censo ubicado en el condado de Allegany en el estado estadounidense de Maryland. En el Censo de 2010 tenía una población de 627 habitantes y una densidad poblacional de 246,27 personas por km².

## Geografía
Bowmans Addition se encuentra ubicado en las coordenadas 39°41′15″N 78°45′15″O / 39.68750, -78.75417. Según la Oficina del Censo de los Estados Unidos, Bowmans Addition tiene una superficie total de 2.55 km², de la cual 2.55 km² corresponden a tierra firme y (0%) 0 km² es agua.

## Demografía
Según el censo de 2010, había 627 personas residiendo en Bowmans Addition. La densidad de población era de 246,27 hab./km². De los 627 habitantes, Bowmans Addition estaba compuesto por el 98.56% blancos, el 0.48% eran afroamericanos, el 0% eran amerindios, el 0% eran asiáticos, el 0% eran isleños del Pacífico, el 0.16% eran de otras razas y el 0.8% pertenecían a dos o más razas. Del total de la población el 0% eran hispanos o latinos de cualquier raza.